# Едгар Вальтер
Едгар Вальтер (ест. Edgar Valter, 21 вересня 1929 р. — 4 березня 2006 р.) — естонський письменник, художник-ілюстратор і карикатурист.

## Біографія
Едгар Вальтер з'явився на світ в Таллінні і став четвертою дитиною в багатодітній сім'ї (всього у батьків Едгара було вісім дітей). Едгар не отримав спеціальної освіти; закінчивши в 1945 році середню школу, він протягом декількох років перепробував безліч найрізноманітніших професій: помічник слюсаря, матрос, маляр, друкар, транспортний робітник і працівник декораційного майстерні. З 1950 року вільний художник. Член Спілки Художників Естонії з 1956 року. Співпрацював з журналами «Hea Laps», «Täheke», «Pioneer» і «Pikker». Вальтер швидко увійшов в число провідних карикатуристів Естонії, видав сім авторських альбомів карикатур — «Kaugel naljast» (1964), «Pildiraamat koolijärikutele» (1970), «Jahikoera memuaarid» (1974), «84 lk» (1976), «Veekandja» (1980), «Ho-Ho-Hoo» (2002), «Jahikoera memuaarid» (2004, переробка видання 1974 року), крім того, творчості Вальтера в 1987 році був присвячений один з випусків серії «Майстри радянської карикатури» московського видавництва «Радянський художник».
Але найбільшу популярність Едгар Вальтер набув як ілюстратор. Вальтер оформив понад 250 книг, з них більше 170 — дитячих. Ілюстрації Едгара Вальтера до кращих історій і казок естонських письменників вважаються еталонними. І вже кілька поколінь юних читачів в Естонії, Росії та багатьох інших країнах знають і люблять Сипсика, Муфту, Півчеревичка і Мохобородька Е. Рауда, Бабу Мору А. Первик, Хлопчика з ріжками О. Лутса, Аму Сивкху Я. Раннапа саме такими, якими їх намалював Вальтер. Книги з ілюстраціями художника видавалися майже на двадцяти іноземних мовах.
Едгар Вальтер також працював у кіно і театрі, робив ескізи костюмів, малював плакати і афіші, створював живописні роботи. Для численних перевидань казок Ено Рауда «Сіпсік» і «Муфта, Мохобородька і Мохова Борода» він кожного разу робив нові ілюстрації.
На початку 1990-х Вальтер переїхав жити на хутір Пеересмяе, в містечку Урвасте Пилтсемаського повіту. Тут, серед тиші, спокою і відчуття єдності з природою, він написав свою першу книгу — «Поки» — казку про кумедних лісових чоловічків і сам проілюстрував її. Гармонійні стосунки з природою та її мешканцями — такий лейтмотив цієї доброї казки. Успіх книги перевершив усі очікування. Окрилений успіхом автор створив за 12 років ще 15 книг для дітей, в тому числі дві книги про поків, які полюбилися читачам. Поки зараз настільки популярні в Естонії, що цілком можуть конкурувати по цьому показнику з визнаними символами естонської дитячої літератури — накситраллями і Сипсиком. Відкрився парк відпочинку «Покумаа», присвячений покам і творчості їхнього творця.
За внесок у національну культуру Е. Вальтер нагороджений естонським Орденом Білої Зірки третього ступеня.
На Фантлабі автор представлений як казкар: саме чарівні казки майже виключно складають літературну спадщину Вальтера.